# Jean Tigana
Amadou Jean Tigana (sinh ngày 23 tháng 6 năm 1955) là một cựu cầu thủ bóng đá quốc tế người Pháp, từng chơi ở vị trí tiền vệ và quản lý bóng đá chuyên nghiệp trên khắp nước Pháp, bao gồm 52 lần ra sân và một bàn thắng cho đội tuyển bóng đá quốc gia Pháp trong những năm 1980. Gần đây nhất ông đã huấn luyện cho đội bóng Thân Hoa Thượng Hải tại giải Super League Trung Quốc. Trong thời kỳ hoàng kim, ông là một tiền vệ trung tâm không biết mệt mỏi, nổi tiếng là một trong những tiền vệ hay nhất thế giới trong những năm 1980.

## Sự nghiệp câu lạc bộ
Tigana bắt đầu sự nghiệp chuyên nghiệp của mình với tư cách là một cầu thủ tại Toulon, bị phát hiện khá muộn khi chơi bóng bán thời gian trong khi làm việc trong một nhà máy mì spaghetti và sau đó với tư cách một người đưa thư. Ông chuyển đến Lyon vào năm 1978 và sau đó tới Bordeaux trong một vụ chuyển nhượng trị giá 4 triệu đô la. Ông là một phần của đội tuyển bóng đá quốc gia Pháp giành giải vô địch châu Âu năm 1984, đánh bại Tây Ban Nha trong trận chung kết. Ở vị trí tiền vệ của Bordeaux trong tám năm, Tigana đã giúp đội bóng này giành ba chức vô địch và ba cúp Pháp, cũng như đưa họ đến gần chức vô địch châu Âu trong hai lần, thua trong các trận bán kết cúp C1 năm 1985 và cúp C2 năm 1987.
Tigana chuyển đến Olympique Marseille năm 1989 và kết thúc sự nghiệp sau mùa giải 1990-91.

## Sự nghiệp quốc tế
Tigana được sinh ra ở Bamako, Pháp Sudan (nay là Mali) có cha là người Malian và mẹ là người Pháp. Ông đại diện cho nước Pháp, và với tư cách là một thành viên đội tuyển Pháp, Tigana đã cùng với Michel Platini, Luis Fernandez và Alain Giresse tạo thành một "Ô vuông ma thuật" (le Carré Magique) - một trong những bộ tứ tiền vệ vĩ đại của mọi thời đại. Bàn thắng quốc tế duy nhất của Tigana dược ghi trong trận đấu với Hungary trong vòng chung kết FIFA World Cup 1986, trong đó Pháp giành được vị trí thứ ba.